# 뉴스 오늘 하루
뉴스 오늘 하루(ニュースきょう一日)은 NHK 종합 텔레비전에서 2019년 4월 1일부터 방영되고 있는 보도 프로그램이다.

## 방송 소개
뉴스 오늘 하루(ニュースきょう一日)은 매주 월요일부터 금요일까지 밤 11시에 방송되었던 뉴스 체크 11의 후속 뉴스프로그램으로 2019년 4월 1일에 첫 방송을 했다. 당일 뉴스 정보와 영상을 일람할 수 있도록 소개하고 다음날을 위한 뉴스에서 주목할 점이나 키워드에 대해서 쉽게 전달하는 내용.

## 방송 시간
- 월 ~ 금 밤 11시 20분 - 11시 35분 (15분)(NHK 종합 텔레비전 기준)
  - NHK 월드 프리미엄에서도 동시 방송.및 다음날 새벽 3:00 - 3:15〈 일본 시간 〉에서 재방송

## 진행자
- 이노우에 아사히 : NHK 아나운서